# Вуглецева дієта
вуглецева дієта — зменшення впливу на зміни клімату шляхом зменшення викидів парникових газів (переважно CO2).
Фізичні та юридичні особи виробляють діоксид вуглецю в повсякденній діяльності, такій як водіння, опалення та споживання товарів і послуг. Щоб пом'якшити наслідки зміни клімату, ми могли б зменшити наші викиди вуглецю, перейшовши на вуглецеву дієту.
Термін вуглецева дієта використаний у кількох публікаціях.
Серед них книга Гор: Політичне життя (англ. Gore: A Political Life)

«Багато вчених і економістів стверджують, що набагато легше пристосуватись до будь-якої зміни політичним і науковим шляхом, ніж намагатися уникнути проблеми шляхом суворої вуглецевої дієти.»

Дебора Джонс із газети The Globe & Mail  пише: «Вже два тижні моя родина перебуває на „вуглецевій дієті“. Цю задачу перед нами поставила газета The Globe & Mail, щоб побачити, як родина із чотирьох дорослих осіб може зменшити викиди парникових газів відповідно до мети для провінцій про 33-відсоткове скорочення…».
Це поняття відрізняється від терміна низьковуглецева дієта, який має стосунок до споживання їжі, при виробництві якої менше парникових газів викидається в атмосферу.

## Основні складові вуглецевої дієти
Вуглецева дієта схожа на харчову дієту. її починають з оцінки ваги (вимірюється в тоннах діоксиду вуглецю), а потім визначають, якою ідеальна вага повинна бути. Нижче описано етапи вуглецевої дієти:
- Розрахувати вуглецевий слід, щоб зрозуміти обсяг викидів двоокису вуглецю
- Виміряти вуглецевий слід від колег (наприклад, подібних за розміром компаній, або для окремих осіб, наприклад у середньому по країні)
- Визначити ідеальний вуглецевий слід
- Визначити джерело найзначніших викидів двоокису вуглецю[3]
- Поступово скорочувати викиди вуглекислого газу, починаючи з найбільш значних джерел